# Paralelo 54 S
O Paralelo 54 S é um paralelo no 54° grau a sul do plano equatorial terrestre.
Começando pelo Meridiano de Greenwich e tomando a direção leste, o paralelo 54° Sul passa sucessivamente por:
| País, território ou mar                | Notas                                                                      |
| -------------------------------------- | -------------------------------------------------------------------------- |
| Oceano Atlântico                       |                                                                            |
| Oceano Índico                          |                                                                            |
| Oceano Pacífico                        |                                                                            |
| Chile                                  | Ilhas Santa Inês, Clarence, Aracena, Dawson e Ilha Grande da Terra do Fogo |
| Argentina                              | Ilha Grande da Terra do Fogo                                               |
| Oceano Atlântico                       |                                                                            |
| Ilhas Geórgia do Sul e Sandwich do Sul | Ilhas Willis, Bird e Geórgia do Sul                                        |
| Oceano Atlântico                       |                                                                            |